# Morelos Uno
Morelos Uno är en ort i Mexiko.   Den ligger i kommunen Cajeme och delstaten Sonora, i den västra delen av landet, 1 400 km nordväst om huvudstaden Mexico City. Morelos Uno ligger 19 meter över havet och antalet invånare är 788.
Terrängen runt Morelos Uno är mycket platt. Runt Morelos Uno är det ganska tätbefolkat, med 80 invånare per kvadratkilometer. Närmaste större samhälle är Pueblo Yaqui, 9,4 km norr om Morelos Uno. Trakten runt Morelos Uno består till största delen av jordbruksmark.